# الملعب الشرفي (وجدة)
الملعب الشرفي بوجدة هو ملعب كرة قدم يقع بمدينة وجدة في المغرب، وهو المحتضن لمباريات نادي مولودية وجدة.